# 刘照青
刘照青（?—?），福建瓯宁（今福建建瓯）人，是一名清朝政治人物。
刘照青曾于1884年接替任焕奎任金山县知县一职，1890年由王椿荫接任。